# Streitmandl
Streitmandl – szczyt w grupie Tennengebirge, części Północnych Alp Wapiennych. Leży w Austrii w kraju związkowym Salzburg. Szczyt można zdobyć ze schronisk Dr.-Friedrich-Oedl-Haus i Leopold-Happisch-Haus.